# Ruine Waldau (Königsfeld)
Die Ruine Waldau ist die Ruine einer Burg im Ortsteil Buchenberg der Gemeinde Königsfeld im Schwarzwald-Baar-Kreis in Baden-Württemberg. Von der hochmittelalterlichen Burg sind noch der Bergfried, Reste der Wohngebäude und Teile der Umfassungsmauern erhalten.

## Geschichte
Die Burg Waldau wurde von den Grafen von Urach zwischen 1218 und 1236 gegründet. Sie ging darauf noch im 13. Jahrhundert auf die von Graf Heinrich begründete Seitenlinie der Grafen von Fürstenberg über. Im Jahr 1325 wurde sie im Krieg der Stadt Villingen gegen die Grafen von Fürstenberg teilweise zerstört. Die Fürstenberger verzichteten auf den Wiederaufbau und vergaben die Burgruine an den Rottweiler Bürger Bernhard Haugk. 1445 wurde sie von der Familie Haugk an Graf Ludwig I. von Württemberg übertragen. 1885 ging sie aus dem Privatbesitz des Hauses Württemberg auf das Land Württemberg über, als dessen Rechtsnachfolger das Land Baden-Württemberg die Burg bis heute besitzt.

## Erhaltungszustand
Erhalten ist vor allem der Bergfried, der durch eine in seinem Innern gebaute Wendeltreppe aus Beton mit Stahlgeländer bestiegen werden kann, sowie große Teile der Umfassungsmauern, die Wände des südlichen Wohnbaus und Reste der äußeren Zwingmauern.

## Hof Beck
Neben der Burg wurde zirka 1822 der Hof Beck erbaut. Dieses heute noch bewohnte Gebäude blieb seither weitgehend unverändert. Der Hof Beck ist ein in das Denkmalbuch des Landes Baden-Württemberg eingetragenes Kulturdenkmal von besonderer Bedeutung.